# George van Driem

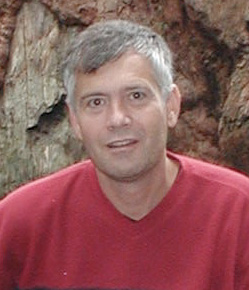
George van Driem

George (Sjors) van Driem, geboren 1957, is hoogleraar Historische Taalwetenschap en directeur van het Taalwetenschappelijk Instituut aan de Universiteit van Bern.

## Achtergrond
Sedert 1983 verricht George van Driem onderzoek in de Himalaya. In opdracht van de Bhutaanse overheid schreef hij de grammatica van de nationale taal Dzongkha en voor deze taal ontwierp hij ook een fonologische latinisering, het Roman Dzongkha. Tevens bracht hij de taalgemeenschappen van het land in kaart. Samen met moedertaalspreker Karma Tshering schreef hij het leerboek voor het Dzongkha. Verder vervaardigde hij grammatica's van het Limbu en het Dumi, beide Kiranti-talen van oostelijk Nepal, en van het Bumthang in Midden-Bhutan. Van Driems proefschrift uit 1987 aan de Universiteit Leiden was A grammar of Limbu. Van zijn hand verscheen verder een etnolinguïstisch handboek van het Himalaya-gebied getiteld Languages of the Himalayas (2001). In samenwerking met de Nepalese en Bhutaanse overheden verzamelde hij DNA bij inheemse volkeren van de Himalaya.

## Onderzoek
In Bern geeft George van Driem leiding aan het onderzoeksprogramma Strategische Zielsetzungen im Subkontinent, dat onbeschreven en bedreigde talen van Zuid-Azië optekent en grammaticaal analyseert. Dit onderzoeksprogramma vertegenwoordigt een uitbreiding van het Himalayan Languages Project, waaraan hij tot 2009 in Leiden als hoogleraar Beschrijvende Taalwetenschap leiding gaf. Zijn onderzoeksteam heeft ruim een dozijn bedreigde inheemse en voorheen onbeschreven talen van het Himalaya-gebied beschreven. Iedere beschrijving bevat naast een grammatica ook een woordenboek en morfologisch geanalyseerde teksten.
Zijn interdisciplinaire onderzoek heeft tot nieuwe inzichten op het gebied van de etnolinguïstische voorgeschiedenis van Azië bijgedragen. Op grond van taalkundige argumenten en genetische bevindingen stelde hij vast dat de voorouders van de Hmong-Mien en de Austroaziaten wellicht de eerste rijstbouwers in Azië moeten zijn geweest. Hij ontwikkelde een theorie over de bakermaten en de verspreiding van de Hmong-Mien, Austroaziatisch en Tibeto-Birmaanse taalfamilies. Hij verwierp het Sino-Tibetaanse model van taalverwantschap en verving dit door het Tibeto-Birmaanse model. Voor deze taalfamilie stelde hij in 2004 de neutrale aardrijkskundige benaming Trans-Himalayaans voor. Daarnaast ontwikkelde hij de Darwinistische taaltheorie genaamd Symbiosisme, waarop de filosofie van het Symbiomisme berust.

## Publicaties
van Driem, George (2011). "The ethnolinguistic identity of the domesticators of Asian rice". Comptes Rendus Palevol, doi:10.1016/j.crpv.2011.07.004.
van Driem, George (2011). "Tibeto-Burman subgroups and historical grammar". Himalayan Linguistics, 10 (1): 31-39.
van Driem, George (2008). "The origin of language: Symbiosism and Symbiomism", pp. 381-400 in John D. Bengtson, ed., In Hot Pursuit of Language in Prehistory. Amsterdam: John Benjamins.
van Driem, George (2007). "Austroasiatic phylogeny and the Austroasiatic homeland in light of recent population genetic studies". Mon-Khmer Studies, 37: 1-14.
van Driem, George (2007). "The diversity of the Tibeto-Burman language family and the linguistic ancestry of Chinese", Bulletin of Chinese Linguistics, 1 (2): 211-270.
van Driem, George (2003). "The Language Organism: The Leiden theory of language evolution", in Jiří Mírovský, Anna Kotěšovcová and Eva Hajičová, eds., Proceedings of the XVIIth International Congress of Linguists, Prague, July 24–29, 2003. Prague: Matematicko-fyzikální fakulty Univerzity Karlovy.
van Driem, George (2003). "Tibeto-Burman Phylogeny and Prehistory: Languages, Material Culture and Genes", Chapter 19 in Peter Bellwood and Colin Renfrew, eds., Examining the Farming/Language Dispersal Hypothesis. Cambridge: McDonald Institute for Archaeological Research.